# Forges et fonderies A. Dalifol
Forges et fonderies A. Dalifol, später M. Dalifol & Cie. war ein französisches Unternehmen zur industriellen Metallbearbeitung und -gießerei. Sein Name wird mehrfach im Zusammenhang mit bedeutenden Erfindungen um frühe Motorfahrzeuge genannt.

## Unternehmensgeschichte
Das Unternehmen hatte seinen Sitz in Paris. Es scheint überwiegend industrielle Schmiedearbeiten durchgeführt zu haben und unterhielt eine Gießerei "nach amerikanischem Vorbild". Das genaue Gründungsjahr ist nicht bekannt, aber es lag im 19. Jahrhundert. 1876 baute Dalifol in Zusammenarbeit mit Amédée Bollée père (1844–1917) eine sehr innovative, dampfgetriebene Straßenbahn. 1888 verstarb der Firmeninhaber, und sein erst 21-jähriger Sohn übernahm die Geschäftsleitung. In den 1890er Jahren firmierte das Unternehmen als M. Dalifol & Cie. und experimentierte mit Automobilen und Dampf-Motorrädern, letztere wohl nach einer deutschen Lizenz von Heinrich und Wolfgang Hildebrand (1855–1928).
Der Markenname lautete Dalifol. Es ist nicht bekannt, wann das Unternehmen aufgelöst wurde.

## Fahrzeuge

### Straßenbahn

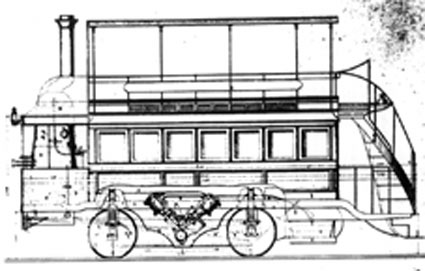
Dalifol-Straßenbahn (1876).

1875 lernte A. Dalifol Amédée Bollée père kennen, einen Glockengießer und Konstrukteur von Dampfwagen. Kurz zuvor hatte Bollée in Paris beträchtliches Aufsehen erregt, als er mit seinem Dampfwagen von seiner Heimatstadt Le Mans in die Hauptstadt gefahren war. Es kam zu einer geschäftlichen Zusammenarbeit, und Dalifol baute nach Bollées Entwürfen eine dampfgetriebene Straßenbahn mit 50 Sitzplätzen für die Compagnie des Omnibus de Paris. Der Dalifol-Schienenbus wurde 1876 fertiggestellt. Er hatte einen stehenden Dampfkessel vorn und war doppelstöckig ausgelegt. Die Fahrzeugtechnik war sehr innovativ, und das zweiachsige Tram nahm mehrere sehr moderne Lösungen vorweg: Es hatte Allradantrieb mittels einer an jedem Rad angebrachten Dampfmaschine, Allradlenkung, eine Kraftübertragung mit Kardanwellen und Einzelradaufhängung mittels Teleskoprohren rundum. Das Fahrzeug konnte sogar kurze Strecken ohne Schienen fahren, etwa, um Hindernissen auszuweichen, und führte dazu eine Vorrichtung zum Aus- und Eingleisen mit. Trotz vielversprechenden Probefahrten kam es nicht zu einem Serienbau.

### Motorräder
Das Hildebrand-Dampfrad wurde 1889 in Deutschland als Einzelstück gebaut und 1893 nach Paris verkauft. Zu dieser Zeit beschäftigten sich die Hildebrands bereits mit einem benzingetriebenen Motorrad. Eine Quelle gibt die Bauzeit des Dalifol-Motorrads mit 1895 bis 1900 an. Die Basis bildete ein Sicherheitsniederrad. Ein Dampfmotor mit einem Zylinder trieb das Hinterrad an, das vom Speisewassertank wie von einem Schutzblech umgeben war. Das Dampf-Zweirad wog 70 kg und soll eine Geschwindigkeit von 45 km/h erreicht haben. Aufgrund des großen Drehmoments des Motors waren Kupplung, Getriebe und Übersetzung nicht erforderlich.
Die Teilnahme eines solchen Dampfrads beim Brighton Emancipation Run von London nach Brighton im Jahre 1896 gilt als möglich oder sicher. Andere Quellen meinen dagegen, das sei ein anderes Fahrzeug gewesen, nämlich das originale Hildebrand.
Ein solches Dalifol-Fahrzeug existiert laut einer Quelle noch in einem britischen Museum, andere Quellen meinen dagegen, das sei ein anderes Fahrzeug resp. das Hildebrand.
Eine zeitgenössische Illustration legt allerdings nahe, dass die Serienfahrzeuge auf dem Patent einer Firma Volta beruhten.

### Automobile
Pkw-Modelle entstanden je nach Quelle nur 1896 oder von 1895 bis 1899.
Unter dem Namen Dalifol et Thomas war 1899 der offene Kleinwagen L’Abeille (französ.: Die Biene) erhältlich. Die zweisitzige L’Abeille hat einen liegend im Heck eingebauten, wassergekühlten Motor mit 3 PS und elektrischer Zündung, sowie eine Reibungskupplung, Zweiganggetriebe und Lenkstange. Im Dezember 1899 stellte Dalifol eine L’Abeille auf dem Pariser Salon du Cycle et de l’Automobile aus.

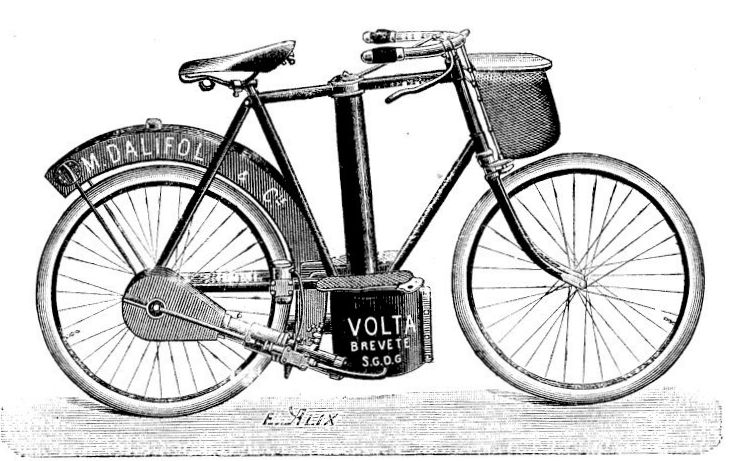
Dalifol Bicyclette à vapeur (1895)
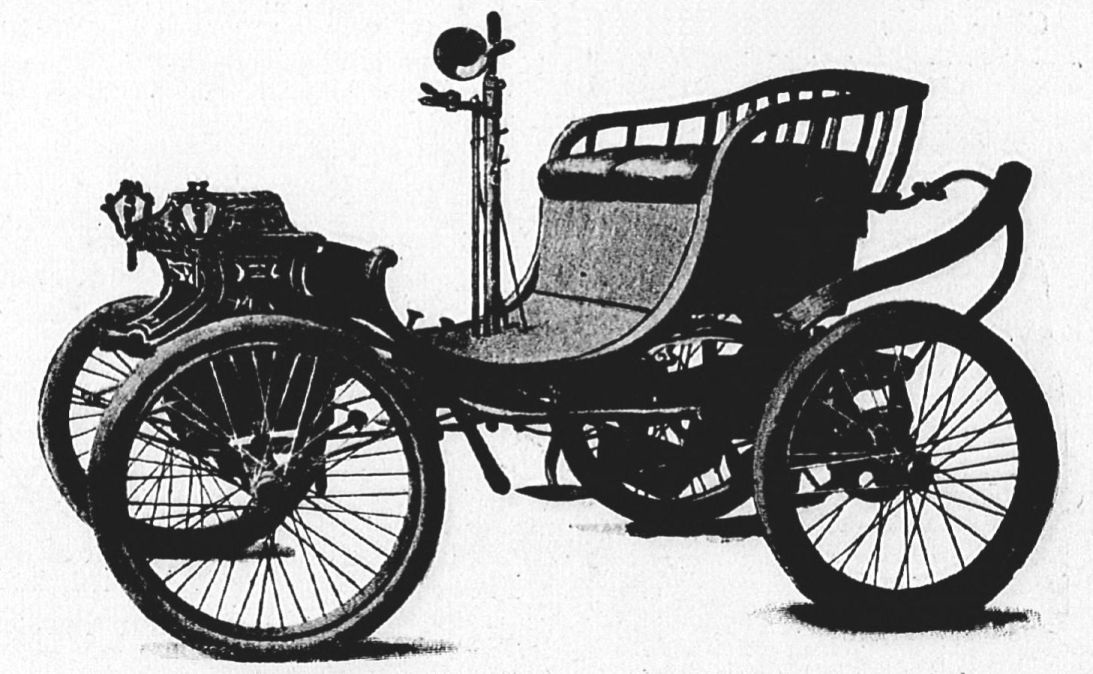
Dalifol L'Abeille 3 CV (1899)
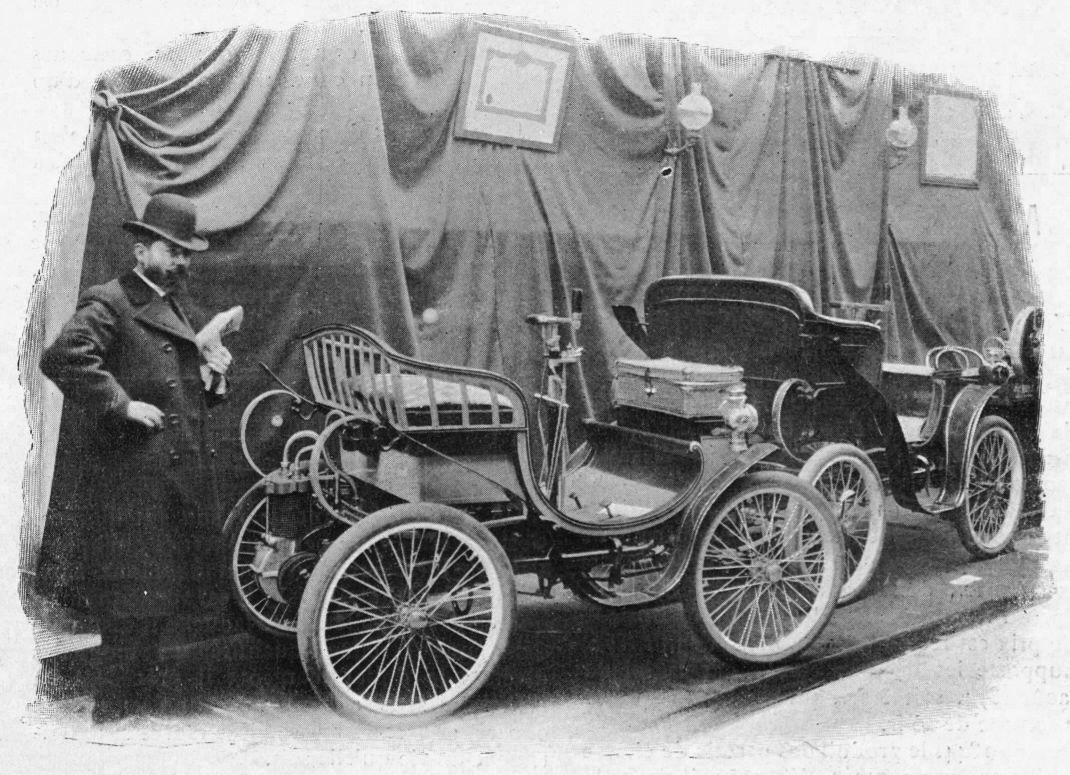
Dalifol L'Abeille 3 CV (1899 Salon de l'Automobile Paris)